# Campionati del mondo di ciclismo su pista 1967
I Campionati del mondo di ciclismo su pista 1967 si svolsero nell'agosto 1967 ad Amsterdam, nei Paesi Bassi.

## Medagliere
| Posiz. | Nazione           | Oro | Argento | Bronzo | Totale |
| ------ | ----------------- | --- | ------- | ------ | ------ |
| 1      | Unione Sovietica  | 3   | 3       | 1      | 7      |
| 2      | Paesi Bassi       | 3   | 0       | 1      | 4      |
| 3      | Belgio            | 2   | 1       | 1      | 4      |
| 4      | Italia            | 1   | 2       | 4      | 7      |
| 5      | Francia           | 1   | 2       | 0      | 3      |
| 6      | Danimarca         | 1   | 1       | 0      | 2      |
| 7      | Regno Unito       | 0   | 1       | 1      | 2      |
| 8      | Polonia           | 0   | 1       | 0      | 1      |
| 9      | Germania Ovest    | 0   | 0       | 1      | 1      |
| 9      | Cecoslovacchia    | 0   | 0       | 1      | 1      |
| 9      | Trinidad e Tobago | 0   | 0       | 1      | 1      |
|        | Totale            | 11  | 11      | 11     | 33     |